# Norbert Elias

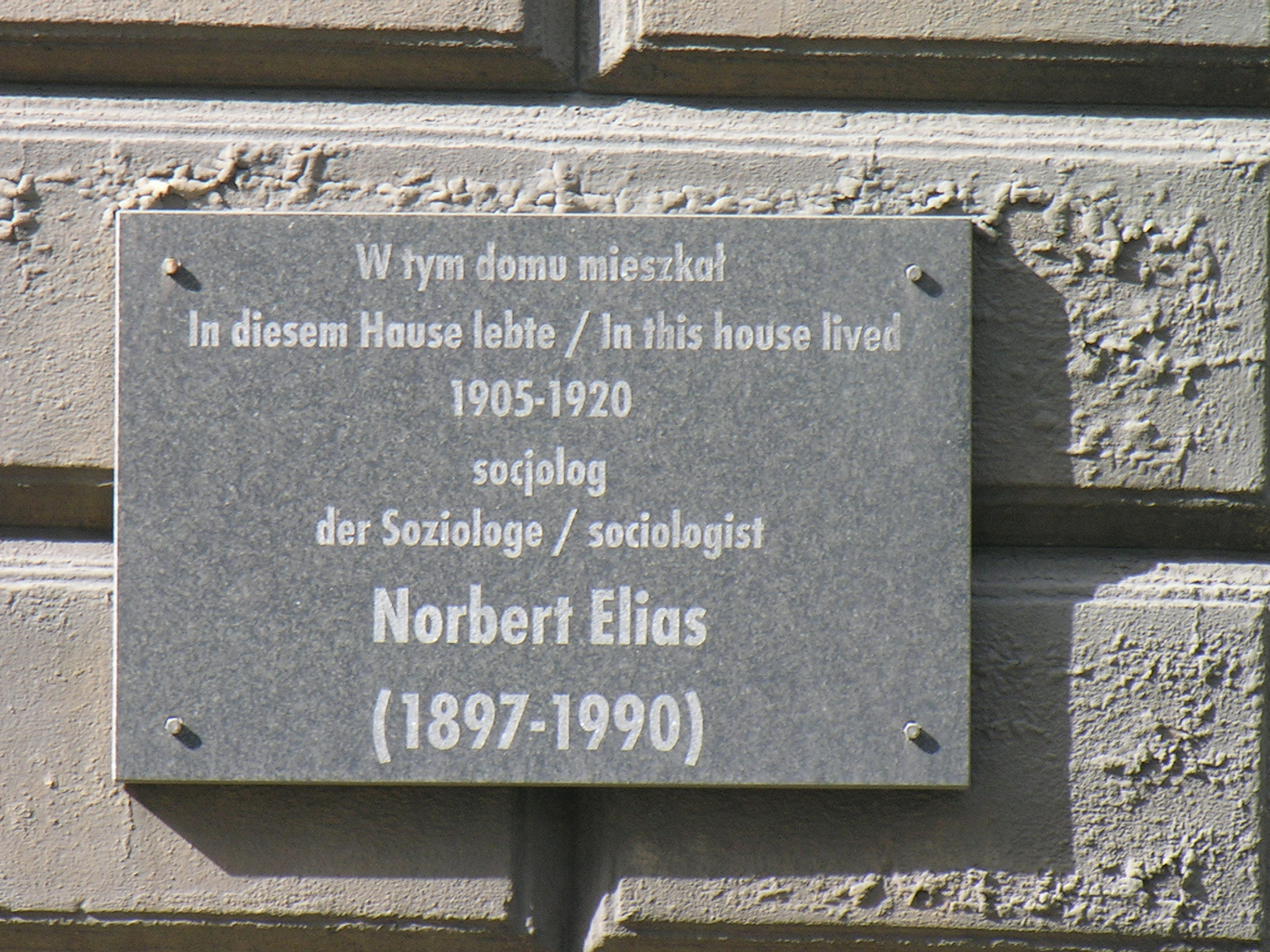
Placa afixada na casa onde Norbert Elias viveu em Breslávia

Norbert Elias (Breslávia, 22 de junho de 1897 – Amsterdã, 1 de agosto de 1990) foi um sociólogo alemão. Elias é um dos principais representantes da sociologia dos processos, também conhecida como sociologia das figurações ou Sociologia Figuracional.

## Vida
De família judaica, teve de fugir da Alemanha nazista, exilando-se em 1933 na França, antes de se estabelecer na Inglaterra, onde passou grande parte de sua carreira. Todavia, seus trabalhos em alemão tardaram a ser reconhecidos e ele viveu de forma precária em Londres antes de obter em 1954 um posto de professor na Universidade de Leicester.
Suas obras focaram a relação entre poder, comportamento, emoção e conhecimento na História. Devido a circunstâncias histórico-políticas, Elias permaneceu durante um longo período como um autor marginal, tendo sido redescoberto por uma nova geração de teóricos nos anos 70, quando se tornou um dos mais influentes sociólogos de todos os tempos.
Sua tardia popularidade pode ser atribuída à sua concepção de grandes redes sociais, que encontrou aplicação nas sociedades ocidentais pós-modernas, onde a presença da ação individual não pode ser negligenciada. De fato, a demasiada ênfase na estrutura sobre o indivíduo em vigor até então começava a ser duramente criticada.
A obra mais importante de Elias foram os dois volumes de O Processo Civilizatório. Originalmente publicado em 1939, foi virtualmente ignorado até sua republicação em 1969, quando o primeiro volume foi traduzido ao inglês. Este primeiro volume traça os acontecimentos históricos do habitus europeu, ou seja, a estrutura psíquica individual moldada pelas atitudes sociais. Elias demonstrou como os padrões europeus pós-medievais de violência, comportamento sexual, funções corporais, etiqueta à mesa e formas de discurso foram gradualmente transformados pelo crescente domínio da vergonha e do nojo, atuando para fora de um núcleo cortesão etiqueta. O autocontrole era cada vez mais imposto por uma rede complexa de conexões sociais desenvolvidas por uma autopercepção psicológica que Freud cunhou como "super-ego." O segundo volume de O processo civilizatório aborda as causas destes processos e os reconhece nas cada vez mais centralizadas e diferenciadas interconexões na sociedade.
Quando a obra de Elias foi acolhida por grandes setores da intelectualidade, inicialmente sua análise do processo social foi mal compreendida e tomada como uma forma de darwinismo social. Com leituras posteriores, esta ideia foi deixada e sua obra foi entendida a partir de uma outra chave de pensamento sobre o processo social.

## Obras
- 1939: Über den Prozeß der Zivilisation. Soziogenetische und psychogenetische Untersuchungen. Erster Band. Wandlungen des Verhaltens in den weltlichen Oberschichten des Abendlandes e Zweiter Band. Wandlungen der Gesellschaft. Entwurf einer Theorie der Zivilisation. Basiléia: Verlag Haus zum Falken.
- 1965: The Established and the Outsiders. A Sociological Enquiry into Community Problems, Londres: Frank Cass & Co. (originalmente publicado em inglês)

Em sua obra, Nobert Elias fala que em um determinado bairro ao chegar um novo grupo de integrantes (ou indivíduo) há uma imediata exclusão destes por parte da população que já dominava essa área, pelo simples fato deste não fazerem parte de suas zonas de conforto. Gerenciando assim, no bairro, um crescente aumento no número de gangues e de criminosidade, resultante da exclusão dos outsiders.
- 1969: Die höfische Gesellschaft. Untersuchungen zur Soziologie des Königtums und der höfischen Aristokratie (com base na habilitação de 1933). Neuwied/Berlin: Luchterhand.
- 1970: Was ist Soziologie?. München: Juventa. (Publicado em inglês como What is Sociology?, Londres: Hutchinson, 1978).
- 1982: Über die Einsamkeit der Sterbenden in unseren Tagen, Frankfurt am Main: Suhrkamp.
- 1982 (editado com Herminio Martins e Richard Whitley): Scientific Establishments and Hierarchies. Sociology of the Sciences Yearbook 1982, Dordrecht: Reidel.
- 1983: Engagement und Distanzierung. Arbeiten zur Wissenssoziologie I, editado por Michael Schröter, Frankfurt am Main: Suhrkamp.
- 1984: Über die Zeit. Arbeiten zur Wissenssoziologie II, editado por Michael Schröter, Frankfurt am Main: Suhrkamp.
- 1985: Humana conditio. Betrachtungen zur Entwicklung der Menschheit am 40. Jahrestag eines Kriegsendes (8. Mai 1985), Frankfurt am Main: Suhrkamp.
- 1986 (com Eric Dunning): Quest for Excitement. Sport and Leisure in the Civilizing Process. Oxford: Blackwell.
- 1987: Die Gesellschaft der Individuen, editado por Michael Schröter, Frankfurt am Main: Suhrkamp.
- 1987: Los der Menschen. Gedichte, Nachdichtungen, Frankfurt am Main: Suhrkamp. (poesia).
- 1989: Studien über die Deutschen. Machtkämpfe und Habitusentwicklung im 19. und 20. Jahrhundert, editado por Michael Schröter, Frankfurt am Main: Suhrkamp.
- 1990: Über sich selbst, Frankfurt am Main: Suhrkamp.
- 1991: Mozart. Zur Soziologie eines Genies, editado por Michael Schröter, Frankfurt am Main: Suhrkamp.
- 1991: The Symbol Theory. Londres: Sage. (originalmente publicado em inglês)
- 1996: Die Ballade vom armen Jakob, Frankfurt am Main: Insel Verlag (drama).
- 1998: Watteaus Pilgerfahrt zur Insel der Liebe, Weitra : Bibliothek der Provinz.
- 1998: The Norbert Elias Reader: A Biographical Selection, editado por Johan Goudsblom e Stephen Mennell, Oxford: Blackwell.
- 1999: Zeugen des Jahrhunderts. Norbert Elias im Gespräch mit Hans Christian Huf, editado por Wolfgang Homering, Berlim: Ullstein. (entrevista).
- 2002: Frühschriften. Frankfurt am Main: Suhrkamp. (primeiros escritos)
- 2004: Gedichte und Sprüche. Frankfurt am Main: Suhrkamp. (traduções de poemas em inglês e francês).